# Отепяэ
О́тепяэ (эст. Otepää) — деревня в волости Отепя уезда Валгамаа, Эстония.   

## География и описание
Расположена в южной части Эстонии. Расстояние до Таллина по шоссе — 225 километров. Граничит с городом Отепя и деревней Вана-Отепяэ. Высота над уровнем моря — 119 метров. На территории деревни расположено озеро Каарна.
Климат умеренный. Официальный язык — эстонский. Почтовый индекс — 67412.

## Население
По данным переписи населения 2021 года, в деревне Отепяэ насчитывалось 15 жителей, все — эстонцы.
По данным Департамента статистики, по состоянию на 1 января 2020 года в деревне насчитывался 21 житель, из них 11 женщин и 10 мужчин. По данным Регистра населения число жителей деревни на ту же дату составляло 22 человека.
По данным переписи населения 2011 года в деревне проживал 291 человек, из них 287 (98,6 %) — эстонцы.
Численность населения деревни Отепяэ:
| Год  | 1959 | 1970  | 1979  | 1989  | 2000  | 2011  | 2017 | 2018 | 2019 | 2020 | 2021 |
| ---- | ---- | ----- | ----- | ----- | ----- | ----- | ---- | ---- | ---- | ---- | ---- |
| Чел. | 187  | ↘ 146 | ↗ 249 | ↗ 378 | ↘ 361 | ↘ 291 | ↘ 26 | ↘ 24 | ↘ 22 | ↘ 21 | ↘ 15 |

Численность населения деревни значительно уменьшилась с 2017 года в связи с утверждением в октябре 2016 года новых административных границ города Отепя и деревень Отепяэ, Кастолатси, Пюхаярве и Нюпли.

## История
В письменных источниках 1749–1762 годов упоминается Ottepakülla, Ottepäkülla. Тогда под деревней Отепяэ подразумевались родовые хутора к югу и к северу от мызы (замка) Оденпе (нем. Schloß Odenpäh, Вана-Отепя, эст. Vana-Otepää mõis).
Территория современной деревни частично охватывает южную часть земель бывшей мызы Оденпе и частично — земли церковной мызы (пастората) Оденпе. Это означает, что историческая деревня Отепяэ в настоящее время носит название Вана-Отепяэ, и только её южная полоса относится к нынешней деревне Отепяэ. На территории деревни находятся следы древнего городища и расположена приходская церковь. В советское время здесь был центр совхоза «Отепя».